# .sc
.sc е интернет домейн от първо ниво за Сейшелските острови. Представен е през 1997 г. Администрира се от VCS (Pty) Limited.

## Домейни от трето ниво
- com.sc
- net.sc
- edu.sc
- gov.sc
- org.sc